# 陆青山
陆青山（1907年2月12日—？），原名陆光表，曾用名陆寿龄、陆德，原籍广东中山，生于越南，中国摄影家，中国摄影家协会理事，中国摄影家协会广东分会原主席，广东省文学艺术界联合会原副主席。